# Jontay Porter
Jontay Porter (ur. 15 listopada 1999 w Columbii) – amerykański koszykarz, występujący na pozycjach silnego skrzydłowego lub środkowego, od 2023 zawodnik Toronto Raptors oraz zespołu G-League Raptors 905.
30 lipca 2021 został zwolniony przez Memphis Grizzlies. 2 października 2023 dołączył do Detroit Pistons. 21 października 2023 opuścił klub.
9 grudnia 2023 zawarł umowę z Toronto Raptors na występy zarówno w NBA, jak i zespole G-League Raptors 905.
17 kwietnia 2024 otrzymał dożywotni zakaz gry w NBA za naruszenie zasad gry w lidze. Dochodzenie ligowe wykazało, że ujawnił on poufne dane na temat swojego zdrowia osobom, które dokonywały zakładów bukmacherskich w meczach z jego udziałem.

## Osiągnięcia
Stan na 21 stycznia 2024, na podstawie, o ile nie zaznaczono inaczej.
NCAA
- Uczestnik turnieju NCAA (2018)
- Najlepszy rezerwowy konferencji Southeastern (SEC – 2018)
- Zaliczony do:
  - I składu:
    - najlepszych pierwszorocznych zawodników SEC (2018)

  - turnieju AdvoCare Invitational (2017)
- Najlepszy pierwszoroczny zawodnik kolejki SEC (5.03.2018)